# Edward Snowden

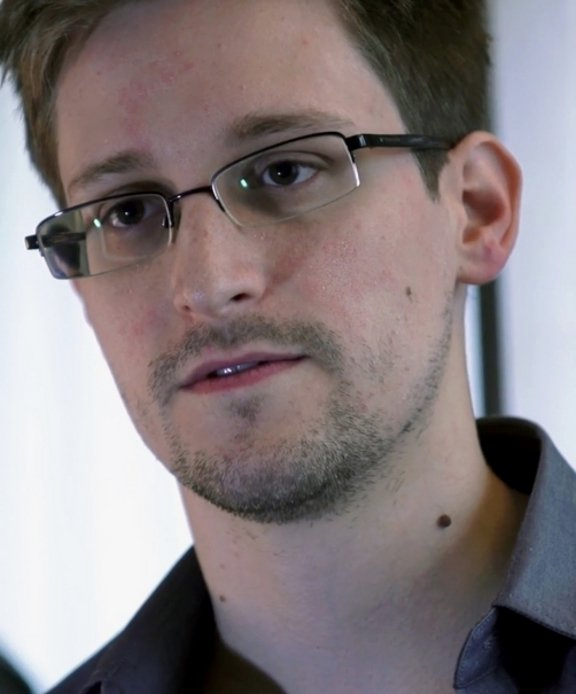
Edward Snowden

Edward Joseph Snowden (n. 21 iunie 1983, Elizabeth City, Carolina de Nord, SUA) este un avertizor de integritate american.

## Biografie
Snowden a lucrat în serviciul de pază și sectorul tehnic al serviciului de spionaj american al CIA și NSA. Până în mai 2013 a lucrat ca agent secret în sistemul de administrație și consultare al firmei Booz Allen Hamilton. Prin funcția de colaborator tehnic deținută avea acces la informațiile strict secrete ale serviciului de spionaj american, între care se remarcă cele obținute prin programul agenției NSA PRISM de supraveghere și spionare a rețelelor de Internet. Încă din 2007 începe să considere că moralmente munca de spionaj generalizat pe care o desfășoară nu este în acord cu valorile personale, însă decide să nu treacă la dezvăluiri publice întrucât își pune speranțe într-o modificare de politică în materie de spionaj o dată cu câștigarea alegerilor prezidențiale de către Barak Obama, însă în 2013 e forțat să admită că speranțele au fost deșarte.
El a furnizat date secrete lui Glenn Greenwald, care era jurnalist la revista britanică The Guardian, și care fără a divulga sursa de informații, a publicat în 2013 datele obținute de la Snowden. La data de 9 iunie 2013 în Hong Kong, Snowden face cunoscut în mod oficial că el este cel care a furnizat gazetei engleze informațiile secrete. În prezent el este urmărit de serviciul secret american, fiind acuzat de înaltă trădare. Refugiat în Hong Kong, el a părăsit China la 23 iulie 2013, după ce autoritățile chineze au acceptat să-l extrădeze. El a călătorit fără pașaport, care i-a fost revocat de către guvernul SUA.
Ajuns în Rusia în aceeași zi, Snowden s-a stabilit în zona de tranzit a aeroportului Sheremetyevo din Moscova. El și-a angajat un avocat rus, Anatoly Kucherena, și a cerut azil politic în peste 20 de țări. A rămas blocat în zona de tranzit a aeroportului respectiv și a refuzat să părăsească aeroportul, în ciuda declarațiilor președintelui rus, Vladimir Putin, conform cărora ar fi liber să părăsească aeroportul deoarece nu a comis nici o crimă pe teritoriul Rusiei, până ce nu va primi azil într-un stat. La 1 august 2013, Rusia i-a acordat azil politic lui Snowden pe durata a un an. Acesta a părăsit aeroportul, în care a fost blocat timp de 1 lună și 1 săptămână.
Despre Snowden s-au realizat filmele Snowden și Citizenfour, care a câștigat în 2015 premiul Oscar la categoria documentare.